# Casa de locuit cu îngrădire ornamentală de pe str. Renașterii Naționale, 19 (Orhei)
Casa de locuit cu îngrădire ornamentală de pe str. Renașterii Naționale, 19 este o clădire amplasată pe str. Renașterii Naționale, 19 în Orhei, Republica Moldova. Este un monument arhitectural de importanță națională inclus în Registrul monumentelor Republicii Moldova ocrotite de stat cu nr. 982 (raionul Orhei). Datează de la înc. sec. XX.